# Гото Сумихару
Гото Сумихару (умро 1595) био је јапански великаш и војсковођа из периода Азучи-Момојама.

## Биографија
Гото Сумихару био је господар архипелага Гото, познатог пиратског упоришта, у области Мацуура западно од острва Кјушу.
Учествовао је у јапанској инвазији Кореје (1592) предводећи одред од 705 својих вазала. По сачуваним списковима за мобилизацију, међу њима је било је 27 коњаника, 40 самураја-пешака, 120 пешака (ашигару) и 38 војника који су служили својим официрима као пажеви (кобито). Ових 225, све што се може сместити под ознаком „самурај“, чак и ако се тај појам прошири, било је надмашено од осталих 480 идентификованих као радници (200) или главни поморци и обични морнари (280). Да ли ова последња група, посебно, заслужује да се назове невиним острвљанима који су мобилисани у инвазијску флоту, подложно је сумњи, имајући у виду прошлу историју Гото острва као озлоглашене јазбине јапанских пирата.